# Musées d'Heinola

Les musées d'Heinola (en finnois : Heinolan museot) sont un ensemble de trois musées situés à proximité des parcs Maaherranpuisto et Rantapuisto au centre d'Heinola en Finlande.

## Les musées
| image | Musée           | adresse       | Cartes            |
| ----- | --------------- | ------------- | ----------------- |
|       | Maison d'Aschan | Kauppakatu 3b | Musées d'Heinola. |
|       | Musée d'art     | Kauppakatu 4  | Musées d'Heinola. |
|       | Musée municipal | Kauppakatu 14 | Musées d'Heinola. |